# Penelopins
Els penelopins (Penelopinae) són una serie d'espècies d'ocells coneguts vulgarment com a guans, que formen una subfamília dins els cràcids (Cracidae). Són propis de la zona Neotropical.

## Taxonomia
Modernament es considera format per 5 gèneres amb 24 espècies:
- Gènere Chamaepetes, amb dues espècies.
- Gènere Penelopina, amb una espècie, el guan d'altiplà (Penelopina nigra).
- Gènere Penelope, amb 15 espècies.
- Gènere Pipile, amb 5 espècies.
- Gènere Aburria, amb una espècie, el guan camagroc (Aburria aburri).

Dins aquesta subfamília també s'ha inclòs per alguns autors, el guan banyut (Oreophasis derbianus), amb el qual s'ha fet recentment una subfamília diferent.